# BrailleNet
 (janvier 2014).
BrailleNet est une association loi de 1901 française. La mission de l’association est dédiée à l’accessibilité numérique en faveur de toutes les personnes qui, du fait d’un handicap, n’ont pas accès aux services et outils numériques. 
BrailleNet est membre du World Wide Web Consortium (W3C) depuis 2010 et participe au Education & Outreach Working Group (EOWG) de la Web Accessibility Initiative du World Wide Web Consortium (W3C). BrailleNet est membre du Consortium Daisy depuis 2003 et membre fondateur de Daisy France en 2010. Elle est également membre de la Confédération française pour la promotion sociale des aveugles et des amblyopes (CFPSAA) depuis 2010.
Elle a fait l'objet d'une procédure de liquidation judiciaire ouverte en mars 2022. À l’issue de la procédure fin 2022, le juge a confié la reprise de la Bibliothèque Numérique Francophone Accessible (BNFA) à l’association Valentin Haüy.

## Objectifs
Créée en 1998, elle regroupe 25 personnes morales (associations, établissements d'enseignement, organismes de recherche, sociétés industrielles) :
1. pour la mise en place dans les écoles, les universités et les centres de formation intégrant des personnes handicapées visuelles, de moyens leur permettant d'accéder à Internet,
2. pour développer et/ou adapter les supports d'enseignement accessibles sur le web,
3. pour coordonner les initiatives des établissements d'enseignement et des associations participant au projet,
4. pour encourager les développements et/ou adaptations de logiciels et matériels adaptés aux personnes handicapées visuelles pour l'accès à Internet,
5. pour développer l'accessibilité des contenus sur le web par des actions de formation.

## Missions

### Développer l'accessibilité du web
En 2014, BrailleNet a réalisé l'étude "Ce que les sites Web publics nous disent de leur accessibilité" avec l'Université Pierre et Marie Curie. Cette étude visait à fournir des données objectives sur lesquels fonder les mesures correctives nécessaires. 600 services de communication en ligne de l’État, ministères, conseils régionaux, conseils généraux, préfectures, communautés d'agglomérations, mairies ont été examinés[réf. souhaitée].
En 2014, une étude montre les difficultés que rencontrent des internautes en situation de handicap lors de l’utilisation de certains sites web de bibliothèque[réf. souhaitée].

#### Label et centre de ressources AccessiWeb
AccessiWeb est un label et un centre de ressources pour l'accessibilité du Web[réf. souhaitée].
Le « certificat d’accessibilité AccessiWeb » est décerné par l’association BrailleNet, sur demande de leurs responsables, aux sites Web respectant l’un des trois niveaux d’accessibilité (bronze, argent, or) propres à un référentiel inspiré des directives d’accessibilité des contenus Web (WCAG) du W3C[réf. souhaitée].

#### Vers une méthode d'application de WCAG
L'association devient membre du W3C début mars 2010. Elle a été choisie le 8 janvier 2009 par le W3C pour coordonner les travaux de traduction en français des Règles pour l'accessibilité des contenus Web (WCAG) 2.0. La traduction française agréée par le W3C a été publiée le 25 juin 2009.
En France, une première version du référentiel AccessiWeb a servi de base au « Référentiel accessibilité des services Internet de l’administration » adopté entre 2004 et 2007 par l’Agence pour le développement de l’administration électronique (ADAE)[réf. souhaitée]. Par la suite, après l'adoption en 2009 du référentiel général d'accessibilité pour les administrations (RGAA) par la direction générale de la modernisation de l'État, une nouvelle version du référentiel Accessiweb permet de certifier la conformité au nouveau standard WCAG 2.0 du W3C et au RGAA[réf. souhaitée].
Le nouveau RGAA, sera entièrement basé sur le référentiel Accessiweb HTML5/ARIA publié par BrailleNet en décembre 2013. BrailleNet participe au groupement d’experts sélectionné pour accompagner la DISIC sur ce chantier, avec Smile, Meanings, ACS Horizons, Qelios et V-Technologies.

#### Vers une méthode d'application d'ATAG
Ce référentiel AccessiWeb consacré à l'accessibilité des contenus Web est complété en 2009 par un « Référentiel AccessiWeb CMS 1.0 » reflétant l'approche du standard du W3C consacré aux recommandations pour les outils de production de contenu (ATAG) dans sa première version[réf. souhaitée].

#### Formation et expertise
AccessiWeb contribue à la formation de personnels techniques intervenant dans la conception de sites accessibles ainsi qu’aux échanges et réflexions dans ce domaine à travers le « Groupe de travail AccessiWeb »[réf. souhaitée].

### Favoriser l'accès à la culture, à l'éducation et à l'emploi

#### La Bibliothèque numérique francophone accessible
BrailleNet a initié et gère la BNFA (Bibliothèque numérique francophone accessible) avec deux partenaires (le Groupement des intellectuels aveugles ou amblyopes et l'Association pour le bien des aveugles) depuis 2012[réf. souhaitée].
En 2014, la BNFA comptait 2 600 lecteurs et près de 30 000 titres au catalogue. Plusieurs modes de lecture sont proposés: écoute (voix humaine et synthèse vocale), braille et gros caractères[réf. souhaitée].
Des projets R&D sont menés par BrailleNet pour développer des outils et services afin de faciliter l’accès à la BNFA, développer la lecture sur mobile et personnaliser la lecture[réf. souhaitée].
Ainsi le projet AcceSciTech, financé par l'Agence nationale de la recherche, permet de développer des outils visant à automatiser au maximum la production de documents scientifiques et techniques adaptés[réf. souhaitée].
En septembre 2014, la BNFA a renouvelé l'opération "rentrée littéraire accessible" avec le concours du SNE (Syndicat National du Livre), du Centre National du Livre et de la Bibliothèque Nationale de France.

#### Serveur et bibliothèque Hélène
Le serveur Hélène est un serveur Internet sécurisé permettant à des organismes producteurs de livres adaptés en braille ou en gros caractères de se procurer des fichiers sources fournis par des éditeurs[réf. souhaitée].
La Bibliothèque Hélène est un service de prêt de livres numériques sur Internet[réf. souhaitée].

### Informer et sensibiliser aux enjeux de l'accessibilité numérique

#### Forum européen de l'accessibilité numérique
L'association BrailleNet organise annuellement le Forum européen de l'accessibilité numérique, colloque concernant le potentiel des nouvelles technologies pour les personnes handicapées[réf. souhaitée].